# Curtiss-Wright X-19
Il Curtiss-Wright X-19 fu un convertiplano sperimentale VTOL realizzato dall'azienda statunitense Curtiss-Wright Corporation nei primi anni sessanta e rimasto allo stadio di prototipo.

## Storia del progetto
Il 20 febbraio del 1958, la Curtiss-Wright Corporation iniziò lo studio di un dimostratore per una nuova aerodina da trasporto tattico a decollo verticale da proporre alle United States Armed Forces, le forze armate statunitensi, più precisamente destinato a United States Air Force (aeronautica militare), United States Army (esercito) e United States Navy (marina militare).
Il progetto, al quale venne assegnata la designazione sperimentale X-100, era equipaggiato con un motore turboalbero Lycoming YT53 che azionava due rotori basculanti mentre in coda era presente un particolare impianto chiamato jetivator che direzionava i gas di scarico del motore verso l'alto o verso il basso, a sinistra o a destra fornendo un controllo addizionale nel volo a punto fisso o a bassa velocità.
Dall'X-100, la Curtiss-Wright derivò il più grande X-200, del quale la United States Air Force ordinò due prototipi che furono designati come X-19A.

## Tecnica
L'X-19 aveva due paia di ali di misure simili montate in tandem su una fusoliera convenzionale. Su ogni semiala era installata un'elica da 4 metri di diametro che poteva ruotare di 90 gradi permettendo al velivolo di decollare ed atterrare come un elicottero. Le eliche erano spinte da una coppia di motori turboalbero Avco Lycoming T55-L-5 montati nella parte posteriore della fusoliera. La cabina, pressurizzata, era di dimensioni limitate e progettata per portare 4 passeggeri o 450 kg di carico..
L'ala anteriore aveva una corda alare più piccola ed una superficie alare che era circa la metà di quella dell'ala posteriore. Sull'ala anteriore erano installati i flap (che si estendevano lungo l'intero bordo di uscita ed erano meccanicamente connessi al meccanismo di rotazione verticale dell'elica), mentre l'ala posteriore aveva il bordo d'uscita occupato nella parte interna dagli alettoni e nella parte esterna dagli elevatori.
La parte più complessa, ed anche la più delicata, era il sistema di alberi e scatole ad ingranaggi necessario a trasferire la potenza dai due motori alle quattro eliche. Nel caso di avaria di un motore, una scatola di ingranaggi di interconnessione tra i due motori garantiva la distribuzione a tutte le eliche della potenza del motore rimasto.

## Impiego operativo

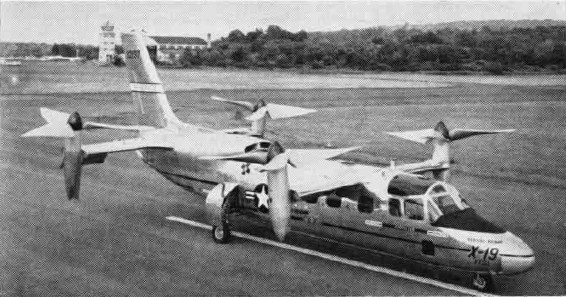
L'X-19 nel 1963.

Furono costruiti due velivoli X-19, ma solo uno volò. Dal novembre 1963 all'incidente dell'agosto 1965 il primo prototipo effettuò una cinquantina di voli per meno di quattro ore totali.
Dopo l'incidente, avvenuto durante il primo tentativo di transizione dalla fase di hovering al volo orizzontale e dovuto al cedimento di una scatola di ingranaggi, il programma venne cancellato anche a seguito di un mancato accordo economico tra la Curtiss e la US Navy.
L'X-19 fu l'ultima aerodina progettata dalla Curtiss-Wright.

## Utilizzatori
Stati Uniti
- United States Air Force

utilizzato per valutazioni.

## Esemplari attualmente esistenti
L'unico esemplare sopravvissuto, il S/N 62-12198A, dopo essere rimasto in stato di abbandono è stato trasferito, nel 2007, al National Museum of the United States Air Force presso la Wright-Patterson Air Force Base a Dayton, nello stato federato dell'Ohio. Attualmente (2013), essendo in fase di restauro, non è tra i velivoli esposti al pubblico ma è possibile constatare lo stato dei lavori accedendo all'apposita sezione Restoration Projects (progetti di restauro) presente nel sito internet del museo.